# East Stockwith
East Stockwith är en ort och civil parish i Storbritannien.   Den ligger i grevskapet Lincolnshire och riksdelen England, i den sydöstra delen av landet, 220 km norr om huvudstaden London. East Stockwith ligger 6 meter över havet och antalet invånare är 209.
Terrängen runt East Stockwith är platt. Runt East Stockwith är det ganska tätbefolkat, med 70 invånare per kvadratkilometer. Närmaste större samhälle är Scunthorpe, 18,6 km nordost om East Stockwith. Trakten runt East Stockwith består till största delen av jordbruksmark.